# 辛店乡 (平舆县)
辛店乡，是中华人民共和国河南省驻马店市平舆县下辖的一个乡镇级行政单位。

## 行政区划
辛店乡下辖以下地区：
辛店村、李庄村、郭庄村、崔庄村、两口村、韩坡村、新淇沟村和黄寨村。